# Mukim Bangar

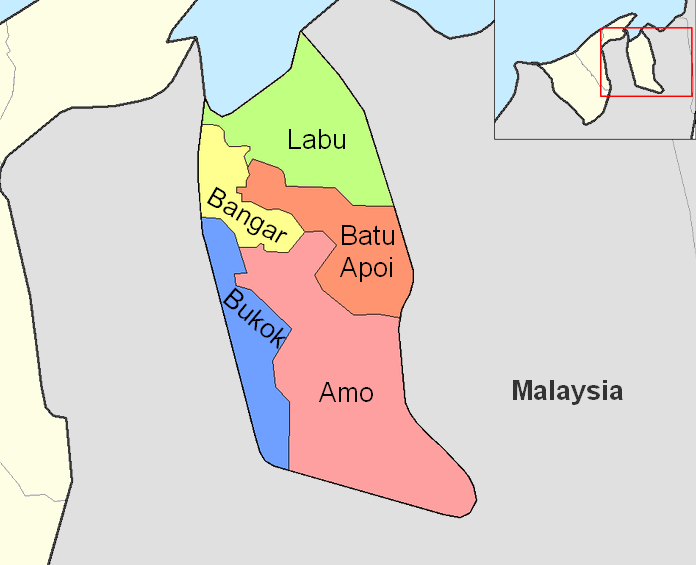
Mukimy dystryktu Temburong

Bangar – mukim w północno-zachodniej części dystryktu Temburong w Brunei. Znajduje się tu stolica dystryktu, Bangar.
W skład mukimu wchodzi miasto Bangar oraz 15 wsi:
- Balayang
- Batang Tuau
- Belingus
- Buang Bulan
- Jabatan Daerah Temburong
- Menengah
- Puni
- Semamang
- Seri Tanjong Belayang
- Sungai Sulok
- Sungai Tanam
- Sungai Tanit
- Ujong Jalan
- Pekan Bangar Baru
- Pekan Bangar Lama